# José Agostinho de Macedo
José Agostinho de Macedo (ur. 1761, zm. 1831) – portugalski poeta i prozaik.

## Życiorys
José Agostinho de Macedo urodził się w Beja 11 września 1761 roku w rodzinie plebejuszy. W 1778 wstąpił do zakony augustianów. Jego trudny charakter sprawił, że ciągle popadał w konflikty z przełożonymi i współbraćmi i z tego powodu był przenoszony od klasztoru do klasztoru. Sporo czasu spędzał w więzieniu. W 1792 roku papież rozpatrzył jego sprawę i zwolnił go ze ślubów zakonnych, pozostawiając go wszakże w stanie duchownym jako świeckiego księdza. Zajął się pracą kaznodziejską i dziennikarstwem. W 1802 roku został królewskim kapelanem. Równolegle uprawiał twórczość literacką. Dał się poznać jako zagorzały konserwatysta i monarchista, zdecydowany przeciwnik rewolucji francuskiej, Woltera i Napoleona Bonapartego. Polemizował zwłaszcza z Manuelem Marią Barbosą du Bocage i Almeidą Garrettem. José Agostinho de Macedo zmarł 2 października 1831 roku w Lizbonie.

## Twórczość
Ambicją José Agostinho de Macedo było dorównanie, a może nawet prześcignięcie Luísa de Camõesa. Napisał epos O Oriente, opowiadający o tym samym, co Luzjady Camõesa, czyli o wyprawie Vasca da Gamy do Indii. Utwór, podobnie jak jego pierwowzór został skomponowany oktawą (oitava rima), czyli strofą ośmiowersową rymowaną abababcc. Napisał też poemat satyryczny białym wierszem, zatytułowany Os Burros, czyli Osły (1812-1814), w którym wyszydzał wiele znanych osób, zarówno mężczyzn, jak i kobiet, żyjących i nieżyjących.